# Bomarea crassifolia
Bomarea crassifolia är en alströmeriaväxtart som beskrevs av John Gilbert Baker. Bomarea crassifolia ingår i släktet Bomarea och familjen alströmeriaväxter. Inga underarter finns listade i Catalogue of Life.